# La Chapelle-du-Bard
La Chapelle-du-Bard (en arpità La Chapèla-du-Bar) és un municipi francès situat al departament de la Isèra i a la regió d'Alvèrnia-Roine-Alps. L'any 2007 tenia 471 habitants.

## Demografia

### Població
El 2007 la població de fet de La Chapelle-du-Bard era de 471 persones. Hi havia 196 famílies de les quals 48 eren unipersonals (24 homes vivint sols i 24 dones vivint soles), 80 parelles sense fills, 64 parelles amb fills i 4 famílies monoparentals amb fills.
La població ha evolucionat segons el següent gràfic:
Habitants censats

### Habitatges
El 2007 hi havia 246 habitatges, 192 eren l'habitatge principal de la família, 39 eren segones residències i 15 estaven desocupats. 225 eren cases i 18 eren apartaments. Dels 192 habitatges principals, 157 estaven ocupats pels seus propietaris, 22 estaven llogats i ocupats pels llogaters i 13 estaven cedits a títol gratuït; 9 tenien dues cambres, 28 en tenien tres, 60 en tenien quatre i 95 en tenien cinc o més. 151 habitatges disposaven pel capbaix d'una plaça de pàrquing. A 79 habitatges hi havia un automòbil i a 94 n'hi havia dos o més.

### Piràmide de població
La piràmide de població per edats i sexe el 2009 era:
| Homes | Edats   | Dones |
| ----- | ------- | ----- |
| 0     | 95 o +  | 0     |
| 0     | 90 a 94 | 0     |
| 0     | 85 a 89 | 0     |
| 0     | 80 a 84 | 4     |
| 8     | 75 a 79 | 0     |
| 24    | 70 a 74 | 12    |
| 12    | 65 a 69 | 20    |
| 12    | 60 a 64 | 8     |
| 8     | 55 a 59 | 8     |
| 16    | 50 a 54 | 4     |
| 12    | 45 a 49 | 32    |
| 12    | 40 a 44 | 12    |
| 28    | 35 a 39 | 20    |
| 20    | 30 a 34 | 12    |
| 4     | 25 a 29 | 8     |
| 16    | 20 a 24 | 0     |
| 4     | 15 a 19 | 16    |
| 8     | 10 a 14 | 20    |
| 28    | 5 a 9   | 8     |
| 12    | 0 a 4   | 8     |

## Economia
El 2007 la població en edat de treballar era de 299 persones, 233 eren actives i 66 eren inactives. De les 233 persones actives 218 estaven ocupades (113 homes i 105 dones) i 15 estaven aturades (4 homes i 11 dones). De les 66 persones inactives 20 estaven jubilades, 28 estaven estudiant i 18 estaven classificades com a «altres inactius».

### Ingressos
El 2009 a La Chapelle-du-Bard hi havia 198 unitats fiscals que integraven 502,5 persones, la mediana anual d'ingressos fiscals per persona era de 20.533 €.

### Activitats econòmiques
Dels 12 establiments que hi havia el 2007, 1 era d'una empresa extractiva, 1 d'una empresa alimentària, 4 d'empreses de construcció, 2 d'empreses de comerç i reparació d'automòbils, 1 d'una empresa immobiliària, 1 d'una empresa de serveis, 1 d'una entitat de l'administració pública i 1 d'una empresa classificada com a «altres activitats de serveis».
Dels 5 establiments de servei als particulars que hi havia el 2009, 2 eren paletes, 1 guixaire pintor, 1 electricista i 1 agència immobiliària.
Dels 2 establiments comercials que hi havia el 2009, 1 era una fleca i 1 una perfumeria.
L'any 2000 a La Chapelle-du-Bard hi havia 12 explotacions agrícoles.

## Equipaments sanitaris i escolars
El 2009 hi havia una escola elemental.

## Poblacions més properes
El següent diagrama mostra les poblacions més properes.